# Фалькенштейнская междоусобица
Фалькенштейнская междоусобица, также известная как Имперская война против Филиппа фон Фалькенштейна (нем. Falkensteiner Fehde, нем. Reichskrieg gegen Philipp d.Ä. von Falkenstein) — длившаяся с 1364 по 1366 гг. междоусбоица в Веттерау между семействами Фалькенштейн и Ганау, поддержанного вольными имперскими городами Франкфурт-на-Майне, Фридберг, Вецлар и Гельнхаузен.

## Предыстория
Истоки вражды лежат в появившемся в 1255 г. Мюнценбергском наследстве, когда владения семьи Мюнценбергов в Веттерау и Драйхайхе были разделены на шесть частей. В последующие годы Фалькенштейнам выкупом удалось получить 5/6 от него, что включило их в состав ведущих дворянских родов региона. Таким образом, Филипп I фон Фалькенштейн мог, например, противостоять притязаниям графства Катценельнбоген на земли Драйхайх. Только сеньоры Ганау сохранили за собой 1/6 наследства, в ряде договоров (1258, 1278, 1288 и 1304 гг.) Фалькенштейнам удалось урегулировать или ограничить их права в регионе Бахгау, городе Бабенхаузен, а также 1/6 частью Мюнценберга, Ассенхайма, Драйхайхай-Хайна и другими правами в Драйхайхе. Противостояние двух семей было определяющим для истории региона XIV в., ибо Ганау имел ганербное владение в важных Мюнценбергских замках, особенно в административных центрах Мюнценберга, Драйхайхенхайна и Ассенхайма, занятых бургомистрами. Хотя Фалькенштайнеры построили второй дворец в Мюнценберге, эти замки не использовались стратегически в конфликтах с Ханау, так как здесь должен был соблюдаться имперский мир.
Раздел наследства семьи Фалькенштайн между сыновьями Филиппа I из линий Буцбах и Лиx в 1271 г. укрепил позиции Ганау. В 1300 г. важная должность ландфогта Веттерау от императора Альбрехта I досталась Ульриху I фон Ганау, в лице его внука Ульриха III Фалькенштайны обрели выдающегося соперника.
Поводом для войны послужило укрепление со стороны Ганау Родхайма-фор-дер-Хёэ и спор по поводу управителей Фалькенштейнов в принадлежащем Ганау амте Борнхаймерберг (правление деревни Фалькенштейн в деревнях Бишофсхайм, Вильбель, Эшерсхайм, Гиннхайм и Нид, принадлежащих Ганаускому управлению), а также возврата Филиппом старого долга в 4 тыс. гульденов. В 1363 г. Ульрих выиграл судебный процесс, по итогу которого вся собственность Фалькенштейнов подлежала принудительному исполнению. Это особенно угрожало ганербной собственности в Мюнценберге, Ассенхайме, Драйхайхене, Лих, Кенигштайне, Хофхайме, Родхайме, Хунгене и Нидер-Велльштадте. Поскольку в ходе этих столкновений Филипп нарушил установленный империей земский мир, в 1365 г. на него была наложена имперская опала и Ульрих в качестве рейхсландфогта получал военную поддержку имперских городов Веттерау.

## Ход боевых действий
Ещё в апреле 1365 года Ульриху с помощью своих союзников удалось захватить город Лих с соседним замком Варнсберг. Также были разрушены замки и бурги Кенигштайн и Хофхайм, последний был завоеван курфюршеством Майнц в 1366 г. В конце концов, в войну была втянута Буцбахская ветвь Фалькенштайнов, представитель которой кукрфюрст Трира Куно II фон Фалькенштейн сражался на стороне Ганау. Источники свидетельствуют о разрушении населенных пунктов Верхний и Нижний Бессинген, Эттингсхаузен и Мюнстер, а также других неназванных бургов и поселений.
Письмо трирского архиепископа и сына Филиппа VI Вернера фон Фалькенштейна городу Франкфурту от 1414 года содержит дополнительные подробности о локации боевых действий (которые затронули большую часть восточного Таунуса и его предгорий, Веттерау и район Рейн-Майн) и роли города в минувших боевых событиях: франкфуртские войска смогли после двухлетней осады взять замок Кенигштайн, который сильно пострадал от артиллерийских обстрелов. Коридор Лича был также опустошен, замок там был разрушен, Новый город сожжен и разграблен. Они захватили и заняли Хофхайм, осадили и захватили замок Нойфалькенштайн и башню Зигенберг. Деревни Шнайдхайн, Альтенхайн, Нойенхайн, Оберхехштадт, Шенберг, Нидер-Велльштадт, Ланген, Шпрендлинген, Мерфельден и Гетценхайн были сожжены дотла. Леса были вырублены недалеко от Мюнценберга и в Драйхайхе, а древесина доставлена во Франкфурт. По дороге из Майнца в Кенигштайн франкфуртцы взяли десять повозок с вином.

## Мир
В 1366 году Филипп смог использовать усталость городов от войны для заключения выгодного мира. 11 июля 1366 года между Филиппом и Ульрихом был заключен мир, по которому Фалькенштайны сохраняли Лих, но не замок Варнсберг. Курфюршество Майнц получало город Хофхайм-ам-Таунус. В будущем Фолькенштайны получили 1/2 владения Родхеймом.
Финансовые проблемы из-за невыплаченных ссуд привели Филиппа спустя несколько лет к междоусобице с сеньорами Райфенберга. Он умер после падения при бегстве из осажденного замка Кенигштайн. Кроме того, его жена и сыновья попали в плен и были выкуплены за 10,5 тыс. гульденов Вернером фон Фалькенштейном. Из-за финансовых трудностей от обеих распрей, его вдова Агнес была вынуждена в 1378 году продать замок Кенигштайн Филиппу VII Фалькенштейну, Ульриху Ганау и городу Франкфурту за 7000 флоринов в 1378 году. . Семейство Фалькенштейнов перестало расширять своё влияние, в будущем столетие оно вымрет, а его владения перейдут к Эппштейнам и Сольмсам (часть перешедшего к Солмьсам наследства позже перешла к династии Изенбург-Бюдинген).